# NGC 2889
NGC 2889 је спирална галаксија у сазвежђу Хидра која се налази на NGC листи објеката дубоког неба.
Деклинација објекта је - 11° 38' 36" а ректасцензија 9h 27m 12,5s. Привидна величина (магнитуда) објекта NGC 2889 износи 11,7 а фотографска магнитуда 12,4. NGC 2889 је још познат и под ознакама MCG -2-24-26, IRAS 09247-1125, PGC 26806.